# Pashmak

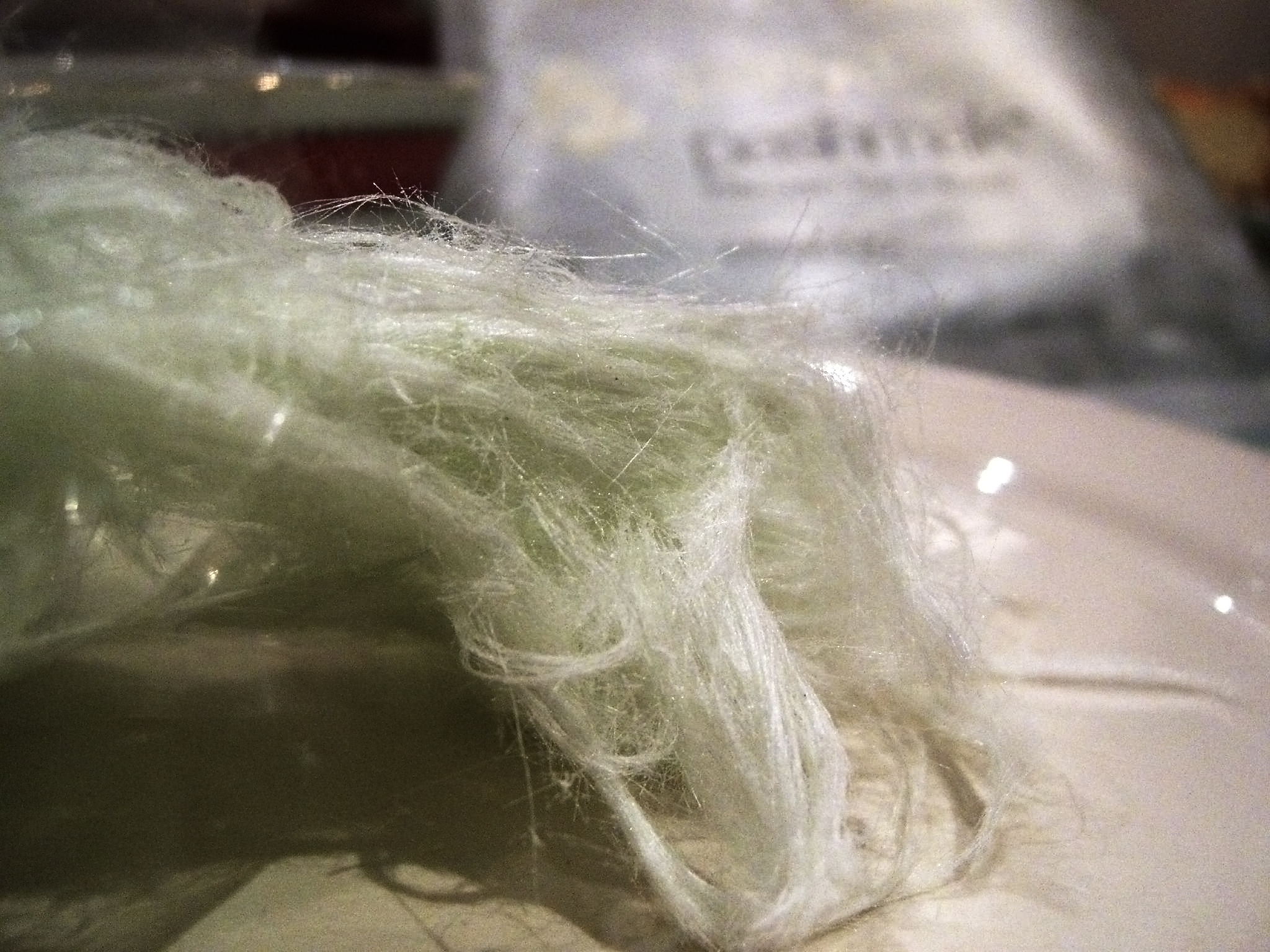
Pashmak.

El pashmak es el tipo original de algodón de azúcar persa, hecho de sésamo y azúcar. El nombre significa ‘lana pequeña’ en persa, ya que el dulce recuerda a la lana de oveja.
El pashmak se sirve solo o acompañando a frutas, tartas, helados, flanes y postres. Surgió en la ciudad iraní de Yazd, conocida por sus diversos dulces persas tradicionales, como la baghlava y el ghottab.